# Тритениј-Хотар (Клуж)
Тритениј-Хотар (рум. Tritenii-Hotar) насеље је у Румунији у округу Клуж у општини Тритениј Де Жос. Oпштина се налази на надморској висини од 376 m.

## Становништво
Према подацима из 2002. године у насељу је живело 353 становника, од којих су сви румунске националности.